# Vincent Kompany
Vincent Jéan Mpoy Kompany (Uccle, 10 aprile 1986) è un allenatore di calcio ed ex calciatore belga, di ruolo difensore, tecnico del Bayern Monaco.
Da calciatore si è aggiudicato due campionati belga, due Coppe d'Inghilterra, quattro campionati inglesi, quattro Coppe di Lega inglesi, due Supercoppe d'Inghilterra e una Coppa Intertoto.
Come allenatore ha vinto un campionato inglese di seconda divisione, un campionato tedesco e una Supercoppa di Germania.

## Caratteristiche tecniche
Considerato uno dei migliori difensori della sua generazione, era un difensore centrale, forte sia fisicamente che nel gioco aereo, era dotato di una forte personalità venendo considerato un leader dai compagni di squadra, possedeva un buon anticipo sugli avversari e buona abilità in marcatura, in caso di necessità poteva giocare anche come centrocampista difensivo. Grazie alla sua precisione nei tackle e al suo innato senso di posizione veniva considerato uno dei difensori centrali più forti al mondo.

## Carriera

### Giocatore

#### Club

##### Anderlecht
Cresciuto nel quartiere povero della capitale belga di Noordwijk, trascorre la sua infanzia con i suoi due fratelli e il padre, la madre dopo il divorzio si era trasferita nelle Ardenne.
All'età di quattordici anni viene scoperto da uno scout dell'Anderlecht, dove cresce nelle giovanili. Debutta nel campionato belga nel 2003, all'età di 17 anni, dove diventa titolare in prima squadra, giocando nella sua prima stagione tra i professionisti ben 29 partite e segnando anche 2 gol in campionato e gioca anche 9 partite in Champions League.
Ai tempi dell'Anderlecht venne notato da diversi grandi club europei in particolare in Italia, ed una delle squadre più interessate era l'Inter.

##### Amburgo

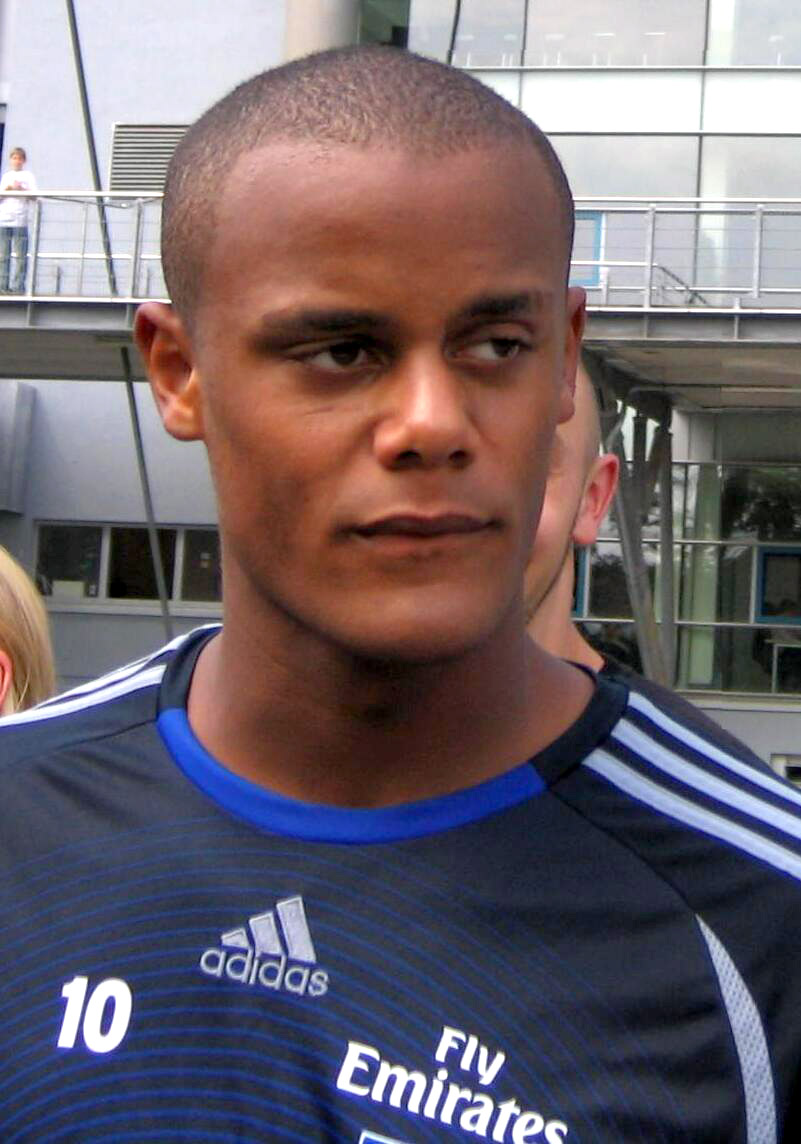
Vincent Kompany ai tempi dell'Amburgo nel 2006.

Nel 2006 passa ai tedeschi dell'Amburgo, in Germania, per 10 milioni di euro, sostituendo Daniel Van Buyten.
La sua prima stagione con i tedeschi non è stata molto fortunata a causa di un brutto infortunio che lo ha tenuto fuori a lungo nella sua prima stagione, che si è conclusa con solo 13 presenze ed un gol tra campionato, Supercoppa di Germania e Champions League. Nel 2007 litiga con il suo allenatore Huub Stevens, poiché quest'ultimo non voleva che Kompany giocasse le Olimpiadi del 2008 a Pechino. Di conseguenza il club tedesco minaccia di ricorrere ad azioni legali se il giocatore non fosse tornato in Germania.

##### Manchester City

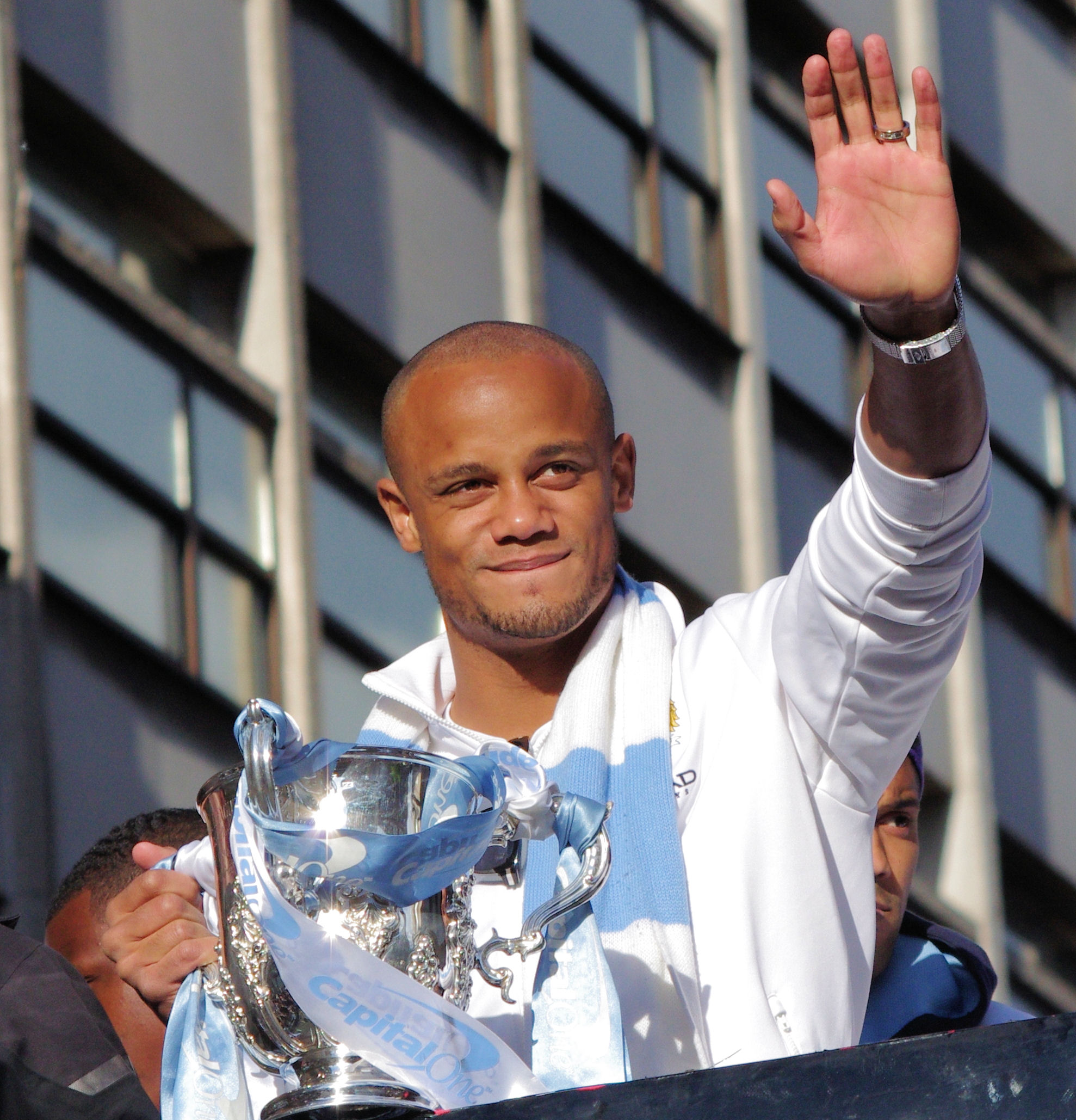
Vincent Kompany con il nel 2014.

Il 22 agosto 2007 viene acquistato dal Manchester City, squadra militante in Premier League, firmando un contratto per quattro anni. Debutta con Citizens nella partita contro il West Ham e nella sconfitta contro il Wigan segna il suo primo gol. Dato il buon rendimento, fin da subito si guadagna il posto da titolare, diventando così anche uno dei pilastri ed il capitano della squadra.
Nella stagione 2010-2011 vince la Coppa d'Inghilterra col Manchester City, cosa che non succedeva da molti anni, ed è stato il primo trofeo conquistato con gli inglesi. Nella stagione successiva riesce a vincere anche la Premier League e la Supercoppa d'Inghilterra sotto la guida dell'allora allenatore Roberto Mancini, con l'arrivo di Manuel Pellegrini ritorna a vincere dopo due anni la Premier League. Il 13 agosto 2014 rinnova il suo contratto con il Manchester City per altre cinque stagioni. Il 15 ottobre 2016 nella partita disputata contro l'Everton taglia il traguardo delle 300 partite in maglia Citizens.
Nella stagione 2017-2018 vince la sua terza Premier League con la società inglese. Si è ripetuto l'anno dopo, vincendo la sua quarta Premier League, risultando decisivo il 6 maggio 2019, nella penultima giornata di campionato, segnando con un gran tiro da fuori area, il goal del definitivo 1-0 contro il Leicester City. Il 19 maggio successivo, annuncia la sua separazione dal City dopo 11 anni, in cui ha collezionato complessivamente 360 presenze e 20 reti.

##### Ritorno all'Anderlecht
Il 19 maggio 2019 annuncia il proprio ritorno all'Anderlecht nelle vesti di giocatore-allenatore, venendo affiancato da Simon Davies dal 25 maggio successivo. Nelle prime tre giornate subisce una sconfitta e ottiene due pareggi, facendo registrare il peggiore inizio di stagione dell'Anderlecht dei ventuno anni precedenti; lascia così il posto al solo Davies in attesa del ritorno dell'allenatore Franky Vercauteren, continuando a ricoprire il ruolo di difensore e capitano della squadra.

#### Nazionale

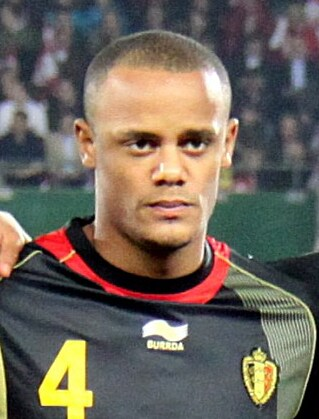
Vincent Kompany con la nazionale belga nel 2011.

Il debutto ufficiale in nazionale avviene il 18 febbraio 2004, giocando in amichevole contro la Francia, diventando col tempo titolare inamovibile e capitano, ma soprattutto il leader carismatico nella difesa dei "Diavoli Rossi". Disputa un buon Mondiale 2014 con la sua nazionale, giungendo sino ai quarti di finale venendo poi sconfitti dall'Argentina.
È costretto a rinunciare agli Europei 2016 in Francia, a causa di un problema fisico.
Nonostante i problemi fisici avuti negli anni, viene convocato per i Mondiali 2018, in cui disputa ottime prestazioni risultando importante per lo storico terzo posto raggiunto dalla squadra.

### Allenatore

#### Anderlecht
Il 17 agosto 2020 annuncia il ritiro dal calcio giocato e contestualmente assume il ruolo di allenatore dell'Anderlecht, con il quale firma un contratto di quattro anni. Il 25 maggio 2022, dopo aver chiuso la stagione al terzo posto in campionato, annuncia la risoluzione del contratto con il club biancomalva.

#### Burnley
Il 14 giugno 2022 viene ingaggiato dal Burnley, club neo retrocesso in Championship. Con la vittoria per 1-2 sul Middlesbrough del 7 aprile 2023, la sua squadra ottiene la promozione matematica in Premier League con 7 giornate d’anticipo; il mese seguente, Kompany rinnova il proprio contratto fino al 2028.
Durante la stagione 2023-2024, sotto la guida di Kompany, le Clarets concludono il campionato al penultimo posto, retrocedendo così in seconda serie dopo un solo anno.

#### Bayern Monaco
Il 29 maggio 2024, Kompany viene ingaggiato ufficialmente dal Bayern Monaco, in Bundesliga, in sostituzione di Thomas Tuchel, firmando un contratto triennale con la società bavarese. Alla sua prima stagione alla guida del Bayern vince il campionato tedesco.

## Statistiche
Tra club e nazionale maggiore, Kompany ha disputato 621 partite segnando 35 gol.

### Presenze e reti nei club
Statistiche aggiornate al 7 marzo 2020.
| Stagione               | Squadra                | Campionato             | Campionato | Campionato | Coppe nazionali | Coppe nazionali | Coppe nazionali | Coppe continentali | Coppe continentali | Coppe continentali | Altre coppe | Altre coppe | Altre coppe | Totale | Totale |
| Stagione               | Squadra                | Comp                   | Pres       | Reti       | Comp            | Pres            | Reti            | Comp               | Pres               | Reti               | Comp        | Pres        | Reti        | Pres   | Reti   |
| ---------------------- | ---------------------- | ---------------------- | ---------- | ---------- | --------------- | --------------- | --------------- | ------------------ | ------------------ | ------------------ | ----------- | ----------- | ----------- | ------ | ------ |
| 2003-2004              | Anderlecht             | D1                     | 29         | 2          | CB              | 5               | 0               | UCL                | 9                  | 0                  | -           | -           | -           | 43     | 2      |
| 2004-2005              | Anderlecht             | D1                     | 32         | 2          | CB              | 1               | 0               | UCL                | 7                  | 0                  | SB          | 1           | 0           | 41     | 2      |
| 2005-2006              | Anderlecht             | D1                     | 12         | 1          | CB              | 1               | 0               | UCL                | 6                  | 1                  | -           | -           | -           | 19     | 2      |
| 2006-2007              | Amburgo                | BL                     | 6          | 0          | CG+DLL          | 0+2             | 0+1             | UCL                | 5                  | 0                  |             | -           | -           | 13     | 1      |
| 2007-2008              | Amburgo                | BL                     | 22         | 1          | CG              | 4               | 0               | Int+CU             | 2+9                | 1+1                | -           | -           | -           | 37     | 3      |
| ago. 2008              | Amburgo                | BL                     | 1          | 0          | CG              | 0               | 0               | -                  | -                  | -                  | -           | -           | -           | 1      | 0      |
| Totale Amburgo         | Totale Amburgo         | Totale Amburgo         | 29         | 1          |                 | 4+2             | 0+1             |                    | 16                 | 2                  |             | -           | -           | 51     | 4      |
| ago. 2008-2009         | Manchester City        | PL                     | 34         | 1          | FACup+CdL       | 1+1             | 0               | CU                 | 9                  | 0                  | -           | -           | -           | 45     | 1      |
| 2009-2010              | Manchester City        | PL                     | 25         | 2          | FACup+CdL       | 3+4             | 0               | -                  | -                  | -                  | -           | -           | -           | 32     | 2      |
| 2010-2011              | Manchester City        | PL                     | 37         | 0          | FACup+CdL       | 5+0             | 0               | UEL                | 8                  | 0                  | -           | -           | -           | 50     | 0      |
| 2011-2012              | Manchester City        | PL                     | 31         | 3          | FACup+CdL       | 1+0             | 0               | UCL+UEL            | 6+3                | 0                  | CS          | 1           | 0           | 42     | 3      |
| 2012-2013              | Manchester City        | PL                     | 26         | 1          | FACup+CdL       | 4+0             | 0               | UCL                | 6                  | 0                  | CS          | 1           | 0           | 37     | 1      |
| 2013-2014              | Manchester City        | PL                     | 28         | 4          | FACup+CdL       | 2+3             | 0               | UCL                | 4                  | 1                  | -           | -           | -           | 37     | 5      |
| 2014-2015              | Manchester City        | PL                     | 25         | 0          | FACup+CdL       | 1+0             | 0               | UCL                | 7                  | 0                  | CS          | 0           | 0           | 33     | 0      |
| 2015-2016              | Manchester City        | PL                     | 14         | 2          | FACup+CdL       | 0+1             | 0               | UCL                | 7                  | 0                  | -           | -           | -           | 22     | 2      |
| 2016-2017              | Manchester City        | PL                     | 11         | 3          | FACup+CdL       | 2+2             | 0               | UCL                | 0                  | 0                  | -           | -           | -           | 15     | 3      |
| 2017-2018              | Manchester City        | PL                     | 17         | 1          | FACup+CdL       | 1+1             | 0+1             | UCL                | 2                  | 0                  | -           | -           | -           | 21     | 2      |
| 2018-2019              | Manchester City        | PL                     | 17         | 1          | FACup+CdL       | 1+3             | 0               | UCL                | 4                  | 0                  | CS          | 1           | 0           | 26     | 1      |
| Totale Manchester City | Totale Manchester City | Totale Manchester City | 265        | 18         |                 | 36              | 1               |                    | 55                 | 1                  |             | 3           | 0           | 360    | 20     |
| 2019-2020              | Anderlecht             | PL                     | 15         | 1          | CB              | 3               | 0               | -                  | -                  | -                  | -           | -           | -           | 18     | 1      |
| Totale Anderlecht      | Totale Anderlecht      | Totale Anderlecht      | 88         | 6          |                 | 10              | 0               |                    | 22                 | 1                  |             | 1           | 0           | 121    | 7      |
| Totale carriera        | Totale carriera        | Totale carriera        | 382        | 25         |                 | 52              | 2               |                    | 94                 | 4                  |             | 4           | 0           | 532    | 31     |

### Cronologia presenze e reti in nazionale
| Cronologia completa delle presenze e delle reti in nazionale ― Belgio | Cronologia completa delle presenze e delle reti in nazionale ― Belgio | Cronologia completa delle presenze e delle reti in nazionale ― Belgio | Cronologia completa delle presenze e delle reti in nazionale ― Belgio | Cronologia completa delle presenze e delle reti in nazionale ― Belgio | Cronologia completa delle presenze e delle reti in nazionale ― Belgio | Cronologia completa delle presenze e delle reti in nazionale ― Belgio | Cronologia completa delle presenze e delle reti in nazionale ― Belgio |
| Data                                                                  | Città                                                                 | In casa                                                               | Risultato                                                             | Ospiti                                                                | Competizione                                                          | Reti                                                                  | Note                                                                  |
| --------------------------------------------------------------------- | --------------------------------------------------------------------- | --------------------------------------------------------------------- | --------------------------------------------------------------------- | --------------------------------------------------------------------- | --------------------------------------------------------------------- | --------------------------------------------------------------------- | --------------------------------------------------------------------- |
| 18-2-2004                                                             | Bruxelles                                                             | Belgio                                                                | 0 – 2                                                                 | Francia                                                               | Amichevole                                                            | -                                                                     |                                                                       |
| 31-3-2004                                                             | Colonia                                                               | Germania                                                              | 3 – 0                                                                 | Belgio                                                                | Amichevole                                                            | -                                                                     |                                                                       |
| 28-4-2004                                                             | Bruxelles                                                             | Belgio                                                                | 2 – 3                                                                 | Turchia                                                               | Amichevole                                                            | -                                                                     |                                                                       |
| 29-5-2004                                                             | Bruxelles                                                             | Paesi Bassi                                                           | 0 – 1                                                                 | Belgio                                                                | Amichevole                                                            | -                                                                     |                                                                       |
| 18-8-2004                                                             | Oslo                                                                  | Norvegia                                                              | 2 – 2                                                                 | Belgio                                                                | Amichevole                                                            | -                                                                     | 66’                                                                   |
| 4-9-2004                                                              | Charleroi                                                             | Belgio                                                                | 1 – 1                                                                 | Lituania                                                              | Qual. Mondiali 2006                                                   | -                                                                     | 46’                                                                   |
| 9-10-2004                                                             | Santander                                                             | Spagna                                                                | 2 – 0                                                                 | Belgio                                                                | Qual. Mondiali 2006                                                   | -                                                                     | 11’                                                                   |
| 17-11-2004                                                            | Bruxelles                                                             | Belgio                                                                | 0 – 2                                                                 | Serbia e Montenegro                                                   | Qual. Mondiali 2006                                                   | -                                                                     |                                                                       |
| 9-2-2005                                                              | il Cairo                                                              | Egitto                                                                | 4 – 0                                                                 | Belgio                                                                | Amichevole                                                            | -                                                                     | 59’                                                                   |
| 26-3-2005                                                             | Bruxelles                                                             | Belgio                                                                | 4 – 1                                                                 | Bosnia ed Erzegovina                                                  | Qual. Mondiali 2006                                                   | -                                                                     |                                                                       |
| 30-3-2005                                                             | Serravalle                                                            | San Marino                                                            | 1 – 2                                                                 | Belgio                                                                | Qual. Mondiali 2006                                                   | -                                                                     | 73’                                                                   |
| 17-8-2005                                                             | Bruxelles                                                             | Belgio                                                                | 2 – 0                                                                 | Grecia                                                                | Amichevole                                                            | -                                                                     |                                                                       |
| 3-9-2005                                                              | Zenica                                                                | Bosnia ed Erzegovina                                                  | 1 – 0                                                                 | Belgio                                                                | Qual. Mondiali 2006                                                   | -                                                                     | 61’                                                                   |
| 7-9-2005                                                              | Anversa                                                               | Belgio                                                                | 8 – 0                                                                 | San Marino                                                            | Qual. Mondiali 2006                                                   | -                                                                     | 12’                                                                   |
| 16-8-2006                                                             | Bruxelles                                                             | Belgio                                                                | 0 – 0                                                                 | Kazakistan                                                            | Qual. Euro 2008                                                       | -                                                                     | 38’                                                                   |
| 7-10-2006                                                             | Belgrado                                                              | Serbia                                                                | 1 – 0                                                                 | Belgio                                                                | Qual. Euro 2008                                                       | -                                                                     | 81’                                                                   |
| 22-8-2007                                                             | Bruxelles                                                             | Belgio                                                                | 3 – 2                                                                 | Serbia                                                                | Qual. Euro 2008                                                       | -                                                                     |                                                                       |
| 12-9-2007                                                             | Almaty                                                                | Kazakistan                                                            | 2 – 2                                                                 | Belgio                                                                | Qual. Euro 2008                                                       | -                                                                     |                                                                       |
| 13-10-2007                                                            | Bruxelles                                                             | Belgio                                                                | 0 – 0                                                                 | Finlandia                                                             | Qual. Euro 2008                                                       | -                                                                     |                                                                       |
| 17-10-2007                                                            | Bruxelles                                                             | Belgio                                                                | 3 – 0                                                                 | Armenia                                                               | Qual. Euro 2008                                                       | -                                                                     | 60’                                                                   |
| 17-11-2007                                                            | Katowice                                                              | Polonia                                                               | 2 – 0                                                                 | Belgio                                                                | Qual. Euro 2008                                                       | -                                                                     |                                                                       |
| 26-3-2008                                                             | Bruxelles                                                             | Belgio                                                                | 1 – 4                                                                 | Marocco                                                               | Amichevole                                                            | -                                                                     | 85’                                                                   |
| 30-5-2008                                                             | Firenze                                                               | Italia                                                                | 3 – 1                                                                 | Belgio                                                                | Amichevole                                                            | -                                                                     |                                                                       |
| 6-9-2008                                                              | Liegi                                                                 | Belgio                                                                | 3 – 2                                                                 | Estonia                                                               | Qual. Mondiali 2010                                                   | -                                                                     |                                                                       |
| 10-9-2008                                                             | Istanbul                                                              | Turchia                                                               | 1 – 1                                                                 | Belgio                                                                | Qual. Mondiali 2010                                                   | -                                                                     |                                                                       |
| 11-10-2008                                                            | Bruxelles                                                             | Belgio                                                                | 2 – 0                                                                 | Armenia                                                               | Qual. Mondiali 2010                                                   | -                                                                     |                                                                       |
| 15-10-2008                                                            | Bruxelles                                                             | Belgio                                                                | 1 – 2                                                                 | Spagna                                                                | Qual. Mondiali 2010                                                   | -                                                                     |                                                                       |
| 1-4-2009                                                              | Zenica                                                                | Bosnia ed Erzegovina                                                  | 2 – 1                                                                 | Belgio                                                                | Qual. Mondiali 2010                                                   | -                                                                     |                                                                       |
| 14-11-2009                                                            | Gand                                                                  | Belgio                                                                | 3 – 0                                                                 | Ungheria                                                              | Amichevole                                                            | -                                                                     |                                                                       |
| 3-3-2010                                                              | Bruxelles                                                             | Belgio                                                                | 0 – 1                                                                 | Croazia                                                               | Amichevole                                                            | -                                                                     | 70’                                                                   |
| 19-5-2010                                                             | Bruxelles                                                             | Belgio                                                                | 2 – 1                                                                 | Bulgaria                                                              | Amichevole                                                            | 1                                                                     | cap.                                                                  |
| 11-8-2010                                                             | Turku                                                                 | Finlandia                                                             | 1 – 0                                                                 | Belgio                                                                | Amichevole                                                            | -                                                                     |                                                                       |
| 3-9-2010                                                              | Bruxelles                                                             | Belgio                                                                | 0 – 1                                                                 | Germania                                                              | Qual. Euro 2012                                                       | -                                                                     | 12’                                                                   |
| 7-9-2010                                                              | Istanbul                                                              | Turchia                                                               | 3 – 2                                                                 | Belgio                                                                | Qual. Euro 2012                                                       | -                                                                     | 40’, 64’                                                              |
| 12-10-2010                                                            | Bruxelles                                                             | Belgio                                                                | 4 – 4                                                                 | Austria                                                               | Qual. Euro 2012                                                       | -                                                                     | cap.                                                                  |
| 17-11-2010                                                            | Voronež                                                               | Russia                                                                | 0 – 2                                                                 | Belgio                                                                | Amichevole                                                            | -                                                                     |                                                                       |
| 9-2-2011                                                              | Gand                                                                  | Belgio                                                                | 1 – 1                                                                 | Finlandia                                                             | Amichevole                                                            | -                                                                     |                                                                       |
| 25-3-2011                                                             | Vienna                                                                | Austria                                                               | 0 – 2                                                                 | Belgio                                                                | Qual. Euro 2012                                                       | -                                                                     | 41’                                                                   |
| 3-6-2011                                                              | Bruxelles                                                             | Belgio                                                                | 1 – 1                                                                 | Turchia                                                               | Qual. Euro 2012                                                       | -                                                                     | cap.                                                                  |
| 10-8-2011                                                             | Celje                                                                 | Slovenia                                                              | 0 – 0                                                                 | Belgio                                                                | Amichevole                                                            | -                                                                     | cap. 64’                                                              |
| 2-9-2011                                                              | Baku                                                                  | Azerbaigian                                                           | 1 – 1                                                                 | Belgio                                                                | Qual. Euro 2012                                                       | -                                                                     | cap. 31’                                                              |
| 6-9-2011                                                              | Bruxelles                                                             | Belgio                                                                | 1 – 0                                                                 | Stati Uniti                                                           | Amichevole                                                            | -                                                                     | cap.                                                                  |
| 7-10-2011                                                             | Bruxelles                                                             | Belgio                                                                | 4 – 1                                                                 | Kazakistan                                                            | Qual. Euro 2012                                                       | 1                                                                     | cap.                                                                  |
| 11-10-2011                                                            | Düsseldorf                                                            | Germania                                                              | 3 – 1                                                                 | Belgio                                                                | Qual. Euro 2012                                                       | -                                                                     | cap.                                                                  |
| 11-11-2011                                                            | Liegi                                                                 | Belgio                                                                | 2 – 1                                                                 | Romania                                                               | Amichevole                                                            | -                                                                     | cap.                                                                  |
| 15-11-2011                                                            | Saint-Denis                                                           | Francia                                                               | 0 – 0                                                                 | Belgio                                                                | Amichevole                                                            | -                                                                     | cap. 76’                                                              |
| 29-2-2012                                                             | Candia                                                                | Grecia                                                                | 1 – 1                                                                 | Belgio                                                                | Amichevole                                                            | -                                                                     | cap. 77’                                                              |
| 7-9-2012                                                              | Cardiff                                                               | Galles                                                                | 0 – 2                                                                 | Belgio                                                                | Qual. Mondiali 2014                                                   | 1                                                                     | cap.                                                                  |
| 11-9-2012                                                             | Bruxelles                                                             | Belgio                                                                | 1 – 1                                                                 | Croazia                                                               | Qual. Mondiali 2014                                                   | -                                                                     | cap.                                                                  |
| 12-10-2012                                                            | Belgrado                                                              | Serbia                                                                | 0 – 3                                                                 | Belgio                                                                | Qual. Mondiali 2014                                                   | -                                                                     | cap.                                                                  |
| 16-10-2012                                                            | Bruxelles                                                             | Belgio                                                                | 2 – 0                                                                 | Scozia                                                                | Qual. Mondiali 2014                                                   | 1                                                                     | cap.                                                                  |
| 14-11-2012                                                            | Bucarest                                                              | Romania                                                               | 2 – 1                                                                 | Belgio                                                                | Amichevole                                                            | -                                                                     | cap.                                                                  |
| 26-3-2013                                                             | Bruxelles                                                             | Belgio                                                                | 1 – 0                                                                 | Macedonia                                                             | Qual. Mondiali 2014                                                   | -                                                                     | cap.                                                                  |
| 29-5-2013                                                             | Cleveland                                                             | Stati Uniti                                                           | 2 – 4                                                                 | Belgio                                                                | Amichevole                                                            | -                                                                     | cap. 72’                                                              |
| 7-6-2013                                                              | Bruxelles                                                             | Belgio                                                                | 2 – 1                                                                 | Serbia                                                                | Qual. Mondiali 2014                                                   | -                                                                     | cap.                                                                  |
| 14-8-2013                                                             | Bruxelles                                                             | Belgio                                                                | 0 – 0                                                                 | Francia                                                               | Amichevole                                                            | -                                                                     | cap.                                                                  |
| 5-3-2014                                                              | Bruxelles                                                             | Belgio                                                                | 2 – 2                                                                 | Costa d'Avorio                                                        | Amichevole                                                            | -                                                                     | cap.                                                                  |
| 26-5-2014                                                             | Genk                                                                  | Belgio                                                                | 5 – 1                                                                 | Lussemburgo                                                           | Amichevole                                                            | -                                                                     | cap. 46’                                                              |
| 1-6-2014                                                              | Solna                                                                 | Svezia                                                                | 0 – 2                                                                 | Belgio                                                                | Amichevole                                                            | -                                                                     | cap.                                                                  |
| 7-6-2014                                                              | Bruxelles                                                             | Belgio                                                                | 1 – 0                                                                 | Tunisia                                                               | Amichevole                                                            | -                                                                     | cap.                                                                  |
| 17-6-2014                                                             | Belo Horizonte                                                        | Belgio                                                                | 2 – 1                                                                 | Algeria                                                               | Mondiali 2014 - 1º turno                                              | -                                                                     | cap.                                                                  |
| 22-6-2014                                                             | Rio de Janeiro                                                        | Belgio                                                                | 1 – 0                                                                 | Russia                                                                | Mondiali 2014 - 1º turno                                              | -                                                                     | cap.                                                                  |
| 1-7-2014                                                              | Salvador                                                              | Belgio                                                                | 2 – 1 dts                                                             | Stati Uniti                                                           | Mondiali 2014 - Ottavi di finale                                      | -                                                                     | cap. 42’                                                              |
| 5-7-2014                                                              | Brasilia                                                              | Argentina                                                             | 1 – 0                                                                 | Belgio                                                                | Mondiali 2014 - Quarti di finale                                      | -                                                                     | cap.                                                                  |
| 4-9-2014                                                              | Liegi                                                                 | Belgio                                                                | 2 – 0                                                                 | Australia                                                             | Amichevole                                                            | -                                                                     | cap.                                                                  |
| 10-10-2014                                                            | Bruxelles                                                             | Belgio                                                                | 6 – 0                                                                 | Andorra                                                               | Qual. Euro 2016                                                       | -                                                                     | cap. 56’                                                              |
| 13-10-2014                                                            | Zenica                                                                | Bosnia ed Erzegovina                                                  | 1 – 1                                                                 | Belgio                                                                | Qual. Euro 2016                                                       | -                                                                     | cap. 88’                                                              |
| 28-3-2015                                                             | Bruxelles                                                             | Belgio                                                                | 5 – 0                                                                 | Cipro                                                                 | Qual. Euro 2016                                                       | -                                                                     | cap.                                                                  |
| 31-3-2015                                                             | Gerusalemme                                                           | Israele                                                               | 0 – 1                                                                 | Belgio                                                                | Qual. Euro 2016                                                       | -                                                                     | cap. 11’, 64’                                                         |
| 3-9-2015                                                              | Bruxelles                                                             | Belgio                                                                | 3 – 1                                                                 | Bosnia ed Erzegovina                                                  | Qual. Euro 2016                                                       | -                                                                     | cap.                                                                  |
| 6-9-2015                                                              | Nicosia                                                               | Cipro                                                                 | 0 – 1                                                                 | Belgio                                                                | Qual. Euro 2016                                                       | -                                                                     | cap. 90+2’                                                            |
| 13-10-2015                                                            | Bruxelles                                                             | Belgio                                                                | 3 – 1                                                                 | Israele                                                               | Qual. Euro 2016                                                       | -                                                                     | cap. 58’                                                              |
| 5-6-2017                                                              | Bruxelles                                                             | Belgio                                                                | 2 – 1                                                                 | Rep. Ceca                                                             | Amichevole                                                            | -                                                                     | cap. 46’                                                              |
| 9-6-2017                                                              | Tallinn                                                               | Estonia                                                               | 0 – 2                                                                 | Belgio                                                                | Qual. Mondiali 2018                                                   | -                                                                     | cap.                                                                  |
| 31-8-2017                                                             | Liegi                                                                 | Belgio                                                                | 9 – 0                                                                 | Gibilterra                                                            | Qual. Mondiali 2018                                                   | -                                                                     |                                                                       |
| 27-3-2018                                                             | Bruxelles                                                             | Belgio                                                                | 4 – 0                                                                 | Arabia Saudita                                                        | Amichevole                                                            | -                                                                     | 46’                                                                   |
| 2-6-2018                                                              | Bruxelles                                                             | Belgio                                                                | 0 – 0                                                                 | Portogallo                                                            | Amichevole                                                            | -                                                                     | 55’                                                                   |
| 28-6-2018                                                             | Kaliningrad                                                           | Inghilterra                                                           | 0 – 1                                                                 | Belgio                                                                | Mondiali 2018 - 1º turno                                              | -                                                                     | 74’                                                                   |
| 2-7-2018                                                              | Rostov                                                                | Belgio                                                                | 3 – 2                                                                 | Giappone                                                              | Mondiali 2018 - Ottavi di finale                                      | -                                                                     |                                                                       |
| 6-7-2018                                                              | Kazan'                                                                | Brasile                                                               | 1 – 2                                                                 | Belgio                                                                | Mondiali 2018 - Quarti di finale                                      | -                                                                     |                                                                       |
| 10-7-2018                                                             | San Pietroburgo                                                       | Francia                                                               | 1 – 0                                                                 | Belgio                                                                | Mondiali 2018 - Semifinale                                            | -                                                                     |                                                                       |
| 14-7-2018                                                             | San Pietroburgo                                                       | Belgio                                                                | 2 – 0                                                                 | Inghilterra                                                           | Mondiali 2018 - Finale 3º posto                                       | -                                                                     |                                                                       |
| 7-9-2018                                                              | Glasgow                                                               | Scozia                                                                | 0 – 4                                                                 | Belgio                                                                | Amichevole                                                            | -                                                                     | 46’                                                                   |
| 11-9-2018                                                             | Reykjavík                                                             | Islanda                                                               | 0 – 3                                                                 | Belgio                                                                | UEFA Nations League 2018-2019 - 1º turno                              | -                                                                     |                                                                       |
| 12-10-2018                                                            | Bruxelles                                                             | Belgio                                                                | 2 – 1                                                                 | Svizzera                                                              | UEFA Nations League 2018-2019 - 1º turno                              | -                                                                     |                                                                       |
| 15-11-2018                                                            | Bruxelles                                                             | Belgio                                                                | 2 – 0                                                                 | Islanda                                                               | UEFA Nations League 2018-2019 - 1º turno                              | -                                                                     | 52’ - 84’                                                             |
| 18-11-2018                                                            | Lucerna                                                               | Svizzera                                                              | 5 – 2                                                                 | Belgio                                                                | UEFA Nations League 2018-2019 - 1º turno                              | -                                                                     |                                                                       |
| 8-6-2019                                                              | Bruxelles                                                             | Belgio                                                                | 3 – 0                                                                 | Kazakistan                                                            | Qual. Euro 2020                                                       | -                                                                     | 78’                                                                   |
| 11-6-2019                                                             | Bruxelles                                                             | Belgio                                                                | 3 – 0                                                                 | Scozia                                                                | Qual. Euro 2020                                                       | -                                                                     | 90’                                                                   |
| Totale                                                                |                                                                       | Presenze (11º posto)                                                  | 89                                                                    |                                                                       | Reti                                                                  | 4                                                                     |                                                                       |

### Statistiche da allenatore
Statistiche aggiornate al 16 agosto 2025. In grassetto le competizioni vinte.
| Stagione             | Squadra              | Campionato           | Campionato | Campionato | Campionato | Campionato | Coppe nazionali | Coppe nazionali | Coppe nazionali | Coppe nazionali | Coppe nazionali | Coppe continentali | Coppe continentali | Coppe continentali | Coppe continentali | Coppe continentali | Altre coppe | Altre coppe | Altre coppe | Altre coppe | Altre coppe | Totale | Totale | Totale | Totale | % Vittorie | Piazzamento |
| Stagione             | Squadra              | Comp                 | G          | V          | N          | P          | Comp            | G               | V               | N               | P               | Comp               | G                  | V                  | N                  | P                  | Comp        | G           | V           | N           | P           | G      | V      | N      | P      | %          | Piazzamento |
| -------------------- | -------------------- | -------------------- | ---------- | ---------- | ---------- | ---------- | --------------- | --------------- | --------------- | --------------- | --------------- | ------------------ | ------------------ | ------------------ | ------------------ | ------------------ | ----------- | ----------- | ----------- | ----------- | ----------- | ------ | ------ | ------ | ------ | ---------- | ----------- |
| 2020-2021            | Anderlecht           | PL                   | 34+6       | 15+0       | 13+4       | 6+2        | CB              | 4               | 3               | 0               | 1               | -                  | -                  | -                  | -                  | -                  | -           | -           | -           | -           | -           | 44     | 18     | 17     | 9      | 40,91      | 4º          |
| 2021-2022            | Anderlecht           | PL                   | 34+6       | 18+2       | 10+2       | 6+2        | CB              | 6               | 3               | 2               | 1               | UECL               | 4                  | 2                  | 1                  | 1                  | -           | -           | -           | -           | -           | 50     | 25     | 15     | 10     | 50,00      | 3°          |
| Totale Anderlecht    | Totale Anderlecht    | Totale Anderlecht    | 80         | 35         | 29         | 16         |                 | 10              | 6               | 2               | 2               |                    | 4                  | 2                  | 1                  | 1                  |             | -           | -           | -           | -           | 94     | 43     | 32     | 19     | 45,74      |             |
| 2022-2023            | Burnley              | FLC                  | 46         | 29         | 14         | 3          | FACup+CdL       | 5+3             | 3+2             | 1+0             | 1+1             | -                  | -                  | -                  | -                  | -                  | -           | -           | -           | -           | -           | 54     | 34     | 15     | 5      | 62,96      | 1° (prom.)  |
| 2023-2024            | Burnley              | PL                   | 38         | 5          | 9          | 24         | FACup+CdL       | 1+3             | 0+2             | 0               | 1+1             | -                  | -                  | -                  | -                  | -                  | -           | -           | -           | -           | -           | 42     | 7      | 9      | 26     | 16,67      | 19° (retr.) |
| Totale Burnley       | Totale Burnley       | Totale Burnley       | 84         | 34         | 23         | 27         |                 | 12              | 7               | 1               | 4               |                    | -                  | -                  | -                  | -                  |             | -           | -           | -           | -           | 96     | 41     | 24     | 31     | 42,71      |             |
| 2024-2025            | Bayern Monaco        | BL                   | 34         | 25         | 7          | 2          | CG              | 3               | 2               | 0               | 1               | UCL                | 14                 | 8                  | 2                  | 4                  | Cmc         | 5           | 3           | 0           | 2           | 56     | 38     | 9      | 9      | 67,86      | 1°          |
| 2025-2026            | Bayern Monaco        | BL                   | 0          | 0          | 0          | 0          | CG              | 0               | 0               | 0               | 0               | UCL                | 0                  | 0                  | 0                  | 0                  | SG          | 1           | 1           | 0           | 0           | 1      | 1      | 0      | 0      | 100,00&    | in corso    |
| Totale Bayern Monaco | Totale Bayern Monaco | Totale Bayern Monaco | 34         | 25         | 7          | 2          |                 | 3               | 2               | 0               | 1               |                    | 14                 | 8                  | 2                  | 4                  |             | 6           | 4           | 0           | 2           | 57     | 39     | 9      | 9      | 68,42      |             |
| Totale carriera      | Totale carriera      | Totale carriera      | 198        | 94         | 59         | 45         |                 | 25              | 15              | 3               | 7               |                    | 18                 | 10                 | 3                  | 5                  |             | 6           | 4           | 0           | 2           | 247    | 123    | 65     | 59     | 49,80      |             |

## Palmarès

### Giocatore

#### Club

##### Competizioni nazionali
- Campionato belga: 2

Anderlecht: 2003-2004, 2005-2006
- Coppa d'Inghilterra: 2

Manchester City: 2010-2011, 2018-2019
- Campionato inglese: 4

Manchester City: 2011-2012, 2013-2014, 2017-2018, 2018-2019
- Community Shield: 2

Manchester City: 2012, 2018
- Coppa di Lega inglese: 4

Manchester City: 2013-2014, 2015-2016, 2017-2018, 2018-2019

##### Competizioni Internazionali
- Coppa Intertoto UEFA: 1

Amburgo: 2007

#### Individuale
- Calciatore dell'anno del campionato belga: 1

2004
- ESM Team of the Year: 1

2011-2012

#### Allenatore
- Campionato inglese di seconda divisione: 1

Burnley: 2022-2023
- Campionato tedesco: 1

Bayern Monaco: 2024-2025
- Supercoppa di Germania: 1

Bayern Monaco: 2025